# Бокна-фіорд
59°10′00″ пн. ш. 5°32′00″ сх. д. / 59.16666667° пн. ш. 5.53333333° сх. д.
Бокна-фіорд (норв. Boknafjord або норв. Boknafjorden, англ. Bokna Fjord) — фіорд, розташований у районі Ругаланн, Норвегія. Величезний фіорд лежить між містами Ставангер і Гаугесунн і домінує у центральній частині округу. Основна частина фіорду поділяється між муніципалітетами Квіцой, Ставангер, Тисвер, Бокн і Кармей. Є десятки менших фіордів, які відгалужуються від основної частини фіорду, досягаючи більшості муніципалітетів округу. Бокна-фіорд досягає довжини приблизно 96 км біля Гюльс-фіорд. Інші відомі гілки включають Saudafjorden, Sandsfjorden, Vindafjorden, Hervikfjorden, Førresfjorden, Erfjorden, Jøsenfjorden, Årdalsfjorden, Idsefjorden, Høgsfjorden, Люсе-фіорд і Gandsfjorden.
Величезний фіорд досить широкий, і на його берегах розташовано багато островів, деякі з яких досить великі. Деякі з відомих островів: Вестре-Бокн, Квіцой, Реннесой, Омбо, Фінней, Мостерой та архіпелаг Сєрнарояне.

## Тунель
Підводний тунель Руфаст — величезний тунельний проект, у рамках якого буде побудовано тунель під Бокна-фіордом і Квіцой-фіордом, що сполучить міста Ставангер і Гаугесунн і зрештою стане частиною системи безпоромних автомагістралей уздовж західного узбережжя Норвегії. Він також сполучить острівний муніципалітет Квіцой з материком дорогою. 24 км завдовжки та 350 м завглибшки тунель планується завершити у 2029 році. Будівництво розпочато у 2018 році. Це буде найдовший і найглибший підводний автомобільний тунель у світі. Очікувана вартість €500–600 млн, але пізніше її підвищили до €1700 млн.